# 雪妮
雪妮（英語：Suet Nei；1945年—2025年7月3日），原名李超純，又名熊雪妮，人稱「雪妮姐」，祖籍湖南長沙，生於南京市，香港女演員，前無綫電視部頭合約女藝員。
雪妮早年以武打女星姿態出道，1960年代憑藉主演粵語片《女黑俠木蘭花》系列成名，塑造深入民心的俠女形象。1969年與武術指導唐佳結婚後息影，移居加拿大，直至1995年復出。1997年加盟無綫電視，擅長飾演硬朗母親及奶奶角色，代表作包括《天地豪情》、《金玉滿堂》、《創世紀》、《我的野蠻奶奶》等劇集，2013年獲頒「萬千星輝頒獎典禮傑出演員大獎」，2020年因健康問題退休等。

## 生平

### 入行
雪妮本名李超純，祖籍湖南長沙。 在1945年（一說1947年）出生於南京市。 約兩歲時跟隨父母南下香港定居。數年後，父母把她交託給熊姓同鄉撫養，並於唸書時取名雪妮，遂又名熊雪妮。 雪妮原在香港德貞女子中學讀書，就學時已喜愛參與歌劇及舞蹈表演，也熱愛電影，其後跟隨養父母到臺灣居住。 1961年，雪妮養母為其報考臺灣中影公司演員訓練班並獲取錄，同期入選學員包括焦姣、唐寶雲、武家麒等。雪妮在中影時期拍攝過的臺灣電影包括由李行所成立的自立電影公司出品的《兩相好》（1962年），以及由中影公司出品的《颱風》（1962年）等。 1962年，雪妮重返香港，經養母朋友介紹加入當時專門拍攝武俠片、由製片家及報人羅斌及其妻子何麗荔成立的電影公司「仙鶴港聯影業公司」，以香港粵語片演員身份出道，雪妮遂成為粵語片裡的首席武打女星，有「甜妹妹」之稱，早年多與曾江、張英才合作。1966年，雪妮主演改編自魏力（倪匡）小說《女黑俠木蘭花》故事的粵語片《女黑俠木蘭花》大受歡迎，及後再拍攝續集《女黑俠血戰黑龍黨》（1966年）及《女黑俠威震地獄門》（1967年），均成為雪妮的代表作，並與該系列電影的武術指導之一唐佳（原名黃唐，又名黃龍基）交往，感情始於雪妮追求唐佳。

### 息影
1969年嫁予唐佳後，雪妮宣告息影，並育有兩子。

### 復出
1995年，雪妮接受導演徐克邀請，並復出影視圈，於其執導之電影《刀》中客串演出，雪妮由是復出幕前。其後於1997年加盟無綫電視，因為年齡漸長而多數演出母親和奶奶的角色。 雪妮在無綫電視演出過多部电视劇，劇中的角色都備受觀眾喜愛，例如，《天地豪情》的顧玉媚（媚姨）、《難兄難弟之神探李奇》的黑玫瑰（程雙雙）、《創世紀》的李碧珍、《美味情緣》的夏桑菊、《棟篤神探》的劉並蒂（Betty）、《我的野蠻奶奶》的甯羅慧卿、《鐵血保鏢》的鄭秀萍、《古靈精探》及《古靈精探B》的張沐蘭、《絕代商驕》的夏青青、《老公萬歲》的藍畢珩、《九江十二坊》的宋美琴、《結·分@謊情式》的羅少虹以及《On Call 36小時II》的夏冬梅、《舌劍上的公堂》的包香（香夫人）及《新抱喜相逢》的忠心媽姐陳英妹等，都是以重要的配角或與主角有對手戲的身份出場，並非以普通閑角身份出場。於2013年11月4日播出的《On Call 36小時II》第一集，雪妮所飾演的病人（夏冬梅）一角，在結尾部分因心肌梗塞而逝世，死前無論經歷了多多少少的甜酸苦辣，最終都以沒有遺憾安詳地離世，讓觀眾為之感動。至2013年12月16日，她在《萬千星輝頒獎典禮2013》榮獲無綫電視所頒發的「傑出演員大獎」，肯定及嘉許於演藝圈中的一貢獻及作出從業員。

### 退休
2020年5月離開無綫，結束與無綫電視23年之賓主關係，並宣佈正式退休《食腦喪Ｂ》爲最後拍攝的作品。

### 去世
2025年6月23日，雪妮丈夫唐佳於香港尖沙咀柯士甸道、覺士道及松山道交界處墮樓身亡，身首異處，享年88歲。 據悉，雪妮與唐佳及兒子同住柯士甸道126號帝寶樓。雪妮因患上胰臟癌，需要長居醫院接受治療，有指唐佳曾向兒子透露不開心並希望與雪妮一同死去。此外，據悉唐佳原訂於6月23日當天到律師樓立遺囑，但於出發前便墮樓身亡，同年7月3日因胰臟癌病逝，享年78歲。其雪妮丈夫唐佳先於分別今年7月3日、以及6月23日先後離世，兩人被視為香港娛樂圈模範夫妻。
2025年7月3日，雪妮在醫院因胰臟癌病逝，享年79歲。其死訊經家屬證實，家屬並於訃告指雪妮及唐佳二人之喪禮將一同於同年7月14日假世界殯儀館舉行，7月15日（翌日）出殯，2名及遺體靈柩隨即移奉歌連臣角火葬場火化，兩個家族骨灰安葬於鑽石山墳場。

### 家庭
1966年，唐佳及劉家良為羅熾執導、雪妮主演的粵語片代表作《女黑俠木蘭花》擔任武術指導，唐佳與雪妮二人因而交往，感情並始於雪妮追求唐佳。 唐佳同為雪妮的保鑣、經理人及助手。二人於1969年結婚息影，完結婚後育有二子。

## 演出作品

### 電視劇（無綫電視）
| 首播   | 劇名               | 角色               |
| 1998年 | 天地豪情           | 顧玉媚             |
| 1998年 | 難兄難弟之神探李奇 | 程雙雙（黑玫瑰）   |
| 1999年 | 金玉滿堂           |                    |
| 1999年 | 創世紀             | 葉李碧珍           |
| 1999年 | 刑事偵緝檔案IV     | 鄧 芳              |
| 2000年 | 創世紀II天地有情   | 葉李碧珍           |
| 2001年 | 美味情緣           | 夏桑菊             |
| 2001年 | 酒是故鄉醇         | 劉玉鳳             |
| 2002年 | 彩色世界           | 王寶珍             |
| 2002年 | 情事緝私檔案       | 林鳳萍             |
| 2003年 | 繾綣仙凡間         | 程大娘             |
| 2003年 | 衛斯理             | 何 媽              |
| 2004年 | 烽火奇遇結良緣     | 梨山聖母           |
| 2004年 | 棟篤神探           | 劉並蒂（Betty）    |
| 2004年 | 天涯俠醫           | 王甫張秀瑜         |
| 2005年 | 開心賓館           | 王小蝶             |
| 2005年 | 我的野蠻奶奶       | 甯羅慧卿           |
| 2005年 | 窈窕熟女           | 金老太             |
| 2005年 | 布衣神相           | 閔李芳             |
| 2005年 | 我師傅係黃飛鴻     | 娥妈               |
| 2006年 | 謎情家族           | 程婉媚             |
| 2006年 | 覆雨翻雲           | 言靜庵             |
| 2006年 | 上海傳奇           | 金艷紅             |
| 2006年 | 鐵血保鏢           | 鄭秀萍             |
| 2006年 | 刑事情報科         | 郭淑娥             |
| 2007年 | 凶城計中計         | 朱楚嫣             |
| 2007年 | 奸人堅             | 錢愛花             |
| 2008年 | 同事三分親         | 文子卿             |
| 2008年 | 古靈精探           | 張沐蘭             |
| 2008年 | 銀樓金粉           | 高太君             |
| 2008年 | 師奶股神           | 蔣鮑麗卿           |
| 2009年 | 桌球天王           | 寧夢甜             |
| 2009年 | 巾幗梟雄           | 季玉如             |
| 2009年 | 絕代商驕           | 夏青青             |
| 2009年 | ID精英             | 黃桂好             |
| 2009年 | 古靈精探B          | 張沐蘭             |
| 2009年 | 廉政行動2009單元二 | 鍾婆婆             |
| 2010年 | 老公萬歲           | 藍畢珩             |
| 2010年 | 天天天晴           | 石高豔容           |
| 2010年 | 女人最痛           | 王蕙卿             |
| 2010年 | 施公奇案II         | 黃 嫦              |
| 2010年 | 囧探查過界         | 張麗芳             |
| 2011年 | 仁心解碼           | 章艷芳             |
| 2011年 | Only You 只有您    | 張雪霞             |
| 2011年 | 洪武三十二         | 金婆婆             |
| 2011年 | 九江十二坊         | 宋美琴             |
| 2011年 | 結·分@謊情式       | 羅少紅             |
| 2012年 | 東西宮略           | 朱 氏              |
| 2012年 | 天梯               | 徐小妹（第1集）    |
| 2013年 | 好心作怪           | 梁艷芬             |
| 2013年 | 愛·回家 (第一輯)   | Wing媽             |
| 2013年 | 神鎗狙擊           | 羅愛友             |
| 2013年 | On Call 36小時II   | 夏冬梅             |
| 2013年 | 舌劍上的公堂       | 包 香              |
| 2014年 | 新抱喜相逢         | 陳英妹             |
| 2014年 | 愛·回家 (第一輯)   | 藍素素（Madonna）  |
| 2014年 | 食為奴             | 白頭宮女           |
| 2014年 | 再戰明天           | 魯秋分             |
| 2014年 | 我們的天空         | Shirley            |
| 2014年 | 醋娘子             | 昆 嬸              |
| 2015年 | 四個女仔三個BAR    | 校 長              |
| 2015年 | 天眼               | 梅 婆              |
| 2015年 | 以和為貴           | 鍾欣嬌             |
| 2015年 | 水髮胭脂           | 凡 媽              |
| 2015年 | 陪著你走           | 梁 嬌              |
| 2016年 | 公公出宮           | 金 淑              |
| 2016年 | EU超時任務         | 名 母              |
| 2016年 | 愛·回家 (第二輯)   | 藍素素（Madonna）  |
| 2016年 | 廉政行動2016       | 八 嬸              |
| 2016年 | 一屋老友記         | 甘瀟慕晶           |
| 2016年 | 為食神探           | 霜 儀              |
| 2016年 | 幕後玩家           | 嬌婆婆             |
| 2017年 | 財神駕到           | 何玉虎             |
| 2017年 | 我瞞結婚了         | 好 婆              |
| 2017年 | 蘭花刼             | 徐 娃              |
| 2017年 | 燦爛的外母         | 洪麗娟             |
| 2018年 | 翻生武林           | 小龍珠             |
| 2018年 | 果欄中的江湖大嫂   | 余 珠（Monica）    |
| 2019年 | 廉政行動2019       | 鄧玉梅             |
| 2019年 | 街坊財爺           | 何瑞芳             |
| 2020年 | 過街英雄           | 孟 婆              |
| 2020年 | 踩過界II           | 石美芬             |
| 2020年 | 使徒行者3          | 上海婆             |
| 2020年 | 堅離地愛堅離地     | 馬慧紅（Panda媽）  |
| 2021年 | 大步走             | 巧 嬌              |
| 2022年 | 鐵拳英雄           | 夜來春             |
| 2022年 | 食腦喪Ｂ           | 白馬辛勤（阿Paul） |

### 電影
| 年份   | 電影                | 角色           | 備註                                                                                        |
| 1962年 | 兩相好              | 梁佩雲         | 陳家表妹                                                                                    |
| 1962年 | 颱風                |                |                                                                                             |
| 1963年 |                     | 后英           |                                                                                             |
| 1964年 | 雪花神劍            | 梅絳雪         | 改編自臥龍生原著武俠小說《絳雪玄霜》。 全四集，與陳寶珠（飾陳玄霜）、張英才(飾方少南)合演。 |
| 1964年 | 碧血金釵            | 紫衣女         | 全三集                                                                                      |
| 1964年 | 一味靠滾            | 金琛           |                                                                                             |
| 1964年 | 霹靂薔薇            | 峨嵋四秀之一   | （上、下集）                                                                                |
| 1965年 | (真正)無字天書      | 「青狼」吕東藍 | 改編自諸葛青雲原著武俠小說。                                                                |
| 1965年 | 老夫子              | 黄香           |                                                                                             |
| 1966年 | 女黑俠木蘭花        | 木蘭花         | 改編自魏力（倪匡）小說《女黑俠木蘭花》系列第一部《巧奪死光錶》                              |
| 1966年 | 老夫子與大蕃薯      | 黄香           |                                                                                             |
| 1966年 | 金鼎游龍            | 狄墨雲         | 改編自諸葛青雲原著武俠小說                                                                  |
| 1966年 | 女黑俠血戰黑龍黨    | 木蘭花         |                                                                                             |
| 1967年 | 血染鐵魔掌          | 戴英           |                                                                                             |
| 1967年 | 女黑俠威震地獄門    | 木蘭花         |                                                                                             |
| 1967年 | 天劍絕刀            | 張玉瑶         | （上（1967年）、下集（1968年））改編自臥龍生原著武俠小說                                    |
| 1967年 | 碧眼魔女            | 碧眼魔女       | 改編自諸葛青雲原著武俠小說《金手書生》                                                      |
| 1968年 | 奪命刀              | 雲中鳳         |                                                                                             |
| 1968年 | 天狼寨              | 上官秋蓉       |                                                                                             |
| 1968年 | 拜倒迷你裙          | 林安妮         |                                                                                             |
| 1968年 | 殺手劍              | 游秀鳳         |                                                                                             |
| 1968年 | 神弓                | 秦中英         |                                                                                             |
| 1968年 | 玉樓三鳳            | 詹鳳珊         |                                                                                             |
| 1968年 | 飛龍刀              | 龍如玉         |                                                                                             |
| 1968年 | 武林三鳳            | 「白鳳」獨孤貞 | （上、下集）改編自諸葛青雲原著武俠小說                                                      |
| 1968年 | 小五義大破銅網陣    | 沙鳳仙         |                                                                                             |
| 1968年 | 俠聖                | 柳飛紅         |                                                                                             |
| 1968年 | 四色復仇劍          | 上官芳華       |                                                                                             |
| 1968年 | 毒龍刀              | 金小燕         |                                                                                             |
| 1968年 | 受薪大丈夫          | 錢碧茜         |                                                                                             |
| 1968年 | 獨眼俠              | 袁雁秋         |                                                                                             |
| 1968年 | 如來神掌再顯神威    | 天魔女/龍映雪  | 一人分飾兩角，是龍劍飛（曹達華飾）的後人                                                    |
| 1968年 | 如來神掌劈魔平九派  | 天魔女/龍映雪  |                                                                                             |
| 1968年 | 紅花血劍            | 金小燕         |                                                                                             |
| 1968年 | 藍色酒店            | 瑪利           |                                                                                             |
| 1968年 | 武林大決鬥          | 筱燕           |                                                                                             |
| 1969年 | 奪命雌雄劍          | 李慧珠         |                                                                                             |
| 1969年 | 狂龍                | 江芬妮/夏蓮娜  | 一人分飾兩角                                                                                |
| 1969年 | 飛賊白菊花          | 甘蘭娘         |                                                                                             |
| 1969年 | 神偷姊妹花          | 張麗萍         |                                                                                             |
| 1969年 | 龍膽                | 吕勝男         |                                                                                             |
| 1969年 | 鐵髮紅姑            | 楊三妹         |                                                                                             |
| 1969年 | 血羅巾              | 柳雁紅         |                                                                                             |
| 1969年 | 獨眼俠獨闖江湖      | 袁雁秋         |                                                                                             |
| 1969年 | 獨臂神尼            | 文鳳子         |                                                                                             |
| 1995年 | 刀                  | 年老時的小靈   | 客串演出                                                                                    |
| 2001年 | 雷霆幹探            |                |                                                                                             |
| 2004年 | 小白龍情海翻波      | 大白龍/大嬏    |                                                                                             |
| 2011年 | 我愛HK開心萬歲      |                |                                                                                             |
| 2012年 | 2012我愛HK 喜上加囍 |                |                                                                                             |

### 綜藝節目
| 首播   | 劇名           | 角色         | 備註   |
| 2012年 | 瘋狂歷史補習社 | 小白菜的奶奶 | 第11集 |

## 音樂錄影帶
- 胡蓓蔚 - Letting Go（TVB版）

## 廣告
- 2010年 葛蘭素史克保麗淨假牙固定劑

## 獎項
- 萬千星輝頒獎典禮2013 - 傑出演員大獎

## 外部連結
- 雪妮在互联网电影资料库（IMDb）上的資料（英文）（英文）
- 雪妮在香港影庫上的簡介
- 雪妮在豆瓣上的资料（简体中文）
- 雪妮在时光网上的簡介（简体中文）